# 潘东旭
潘东旭（1974年4月—），男，汉族，江苏灌云县人，中国共产党党员，中华人民共和国政治人物。

## 生平
1994年毕业于连云港职业大学（现连云港职业技术学院），毕业后留校工作。曾任连云港职业大学校办主任、党支部书记，连云港职业技术学院党办、院办副主任等职。1999年至2001年于东南大学硕士研究生学习，2001年至2004年在中国矿业大学攻读博士研究生。2004年至2005年，在南京航空航天大学做博士后研究。
2005年调至芜湖市工作，历任芜湖市发展计划委副主任，芜湖市发改委副主任，芜湖市镜湖区委常委、副区长，芜湖经济技术开发区党工委副书记、管委会副主任，芜湖县委书记，芜湖县委书记、县人大常委会主任。
2011年2月，任安徽省经济和信息化委员会副主任、党组成员。2012年12月任金寨县委书记、挂任六安市委常委。2015年2月，任六安市委副书记，金寨县委书记、现代产业园区工委书记。2018年2月，任六安市委副书记、市委党校校长，金寨县委书记、金寨经济开发区（金寨现代产业园区）工委第一书记。2021年6月，任六安市委副书记，市人民政府党组书记，市长。
2025年5月，改任安徽省市场监督管理局党组书记、局长。